# Сарамакка
Сарамакка (нидерл. Saramacca) — округ Суринама, расположенный на севере страны. Административный центр — Гронинген, другие города — Батавиа и Боскамп.
Население округа — 15 980 человек (2004), площадь — 3636 км².

## Этимология
Название Сарамакка также относится к группе маронов, которые основались вдоль реки Сарамакка, сбежав от рабства.

## Фауна
Орнитологам и любителям птиц округ известен гнездовьями таких птиц как туканы, попугаи и скальные петушки.

## Административное деление
| № | Коммуна                      | Население, чел. (2004) | Площадь, км² |
| - | ---------------------------- | ---------------------- | ------------ |
| 1 | Калькутта (Calcutta)         | 1918                   | 1655         |
| 2 | Гронинген (Groningen)        | 2825                   | 57           |
| 3 | Ярикаба (Jarikaba)           | 4808                   | 127          |
| 4 | Кампонг Бару (Kampong Baroe) | 1948                   | 684          |
| 5 | Тигеркреек (Tijgerkreek)     | 2899                   | 241          |
| 6 | Ваиямбовег (Wayamboweg)      | 1582                   | 872          |
|   | Всего                        | 15 980                 | 3636         |

## Экономика
В округе расположены десятки маленьких семейных сельскохозяйственных коммун, и лишь недавно стали появляться крупные агропромышленные проекты, нацеленные в основном на выращивание бананов и риса.